# M.U.G.E.N
M.U.G.E.N(한국어: 무겐)는 일렉바이트(Elecbyte)가 개발한 대전 격투형 게임이자, 게임 엔진이다. 콘텐츠는 커뮤니티에 의해 만들어지며, 수천 명의 싸움꾼들(원작 및 가공)이 만들어져 왔다. C로 작성되어 있으며, 원래 알레그로 라이브러리를 사용하였다. 이 엔진의 최신 버전은 현재 SDL 라이브러리를 사용한다.

## 역사
이 엔진은 1999년 7월 17일에 출시되었다. 베타 버전은 MS-DOS, 리눅스 플랫폼으로 제작되었고 윈도우 플랫폼은 1.0 RC1 버전 전까지 공식 출시되지 않았다. 2003년 이후로 이전의 미완성된 윈도우 버전이 웹사이트를 통해 유출되었다.

## 같이 보기
- 파이터 팩토리